# Биотоп ВК-4709-0031 (Ремшайд-Леннеп)
Биотоп ВК-4709-0031 (нем. Biotop BK-4709-0031) — охраняемый крупный биотоп (в кадастре охраняемых биотопов (Schutzwürdige Biotop) — «нуждающийся в охране»), расположенный в черте города Ремшайд. Занимает площадь 0,808 га.

## Географическое положение
Биотоп расположен на северной окраине Леннепа. Здесь находится оживлённая автомобильная дорога земельного значения L 58 (Ринг-штрассе). С восточной стороны биотор ограничем асфальтированным просёлком, по которому проложен маркированный паломнический Путь Иакова.

## Геология и геоморфология
Непосредственно под почвенным горизонтом биотопа залегают мощные слои нижнего девона (Ремшайдерская фация), представленная серо-голубым сланцем, но он нигде здесь вы выходит на поверхность.
Геоморфологически регион биотопа представляет из себя возвышенный холмистый участок, наклоненный к северу, с абсолютными высотами 350-360 метров над уровнем моря. В системе природно-территориальных комплексов (ПТК) Германии он входит в Леннепское плато (нем. Lenneper Hochflächen) (номер ПТК 338.10)

## Общая характеристика
К северу от Леннепа на насыпи высотой около 1 м вдоль небольшой полевой дороги находится ряд густой живой изгороди. В ней доминируют стволы боярышника и граба высотой до 10 метров. Другие второстепенные виды кустарника и древостоя произрастают между ними. По обеим сторонам живой изгороди очень узкие (1-2 м), преимущественно травянистые склоны. В структурно бедном растительностью районе на севере Леннепа эта живая изгородь имеет большое значение как промежуточный сетевой биотоп. Целью создания охраняемого биотопа является сохранение и развитие старых живых изгородей с разнообразными видами границ в качестве структурных элементов и местообитания для населяющих кустарники птиц и насекомых, в том числе посещающих цветы.

## Растительность биотопа

### Древесные растения[1]
- Берёза повислая (лат. Bétula péndula)
- Граб обыкновенный (лат. Cárpinus bétulus)
- Дуб черешчатый (лат. Quércus róbur)
- Клён белый (лат. Acer pseudoplatanus)

### Подлесок[1]
- Бирючина обыкновенная (лат. Ligústrum vulgáre)
- Боярышник однопестичный (лат. Crataégus monógyna)
- Бузина чёрная (лат. Sambúcus nígra)
- Ежевика (лат. Rubus sectio Rubus)
- Лещина обыкновенная (лат. Córylus avellána)
- Малина (лат. Rúbus idáeus)
- Орляк обыкновенный (лат. Pterídium aquilínum)
- Рейнутрия японская (лат. Reynoútria japónica)
- Рябина обыкновенная (лат. Sórbus aucupária)
- Сирень обыкновенная (лат. Syrínga vulgáris)
- Смородина красная (лат. Ríbes rúbrum)
- Шиповник собачий (лат. Rósa canína)

### Травянистые растения[1]
- Борщевик обыкновенный (лат. Heraclēum sphondylīum)
- Вейник наземный (лат. Calamagróstis epigéjos)
- Дремлик широколистный (лат. Epipáctis helleboríne)
- Дубровник скородония (лат. Teucrium scorodonia)
- Ежа сборная (лат. Dáctylis glomeráta)
- Золотарник канадский (лат. Solidágo canadénsis)
- Крапива двудомная (лат. Urtíca dióica)
- Наперстянка пурпурная (лат. Digitális purpúrea)
- Недотрога желёзконосная (лат. Impátiens glandulífera)
- Пикульник обыкновенный (лат. Galeopsis tetrahit)
- Тимофеевка луговая (лат. Phleum pratense)

## Фотогалерея

Виды биотопа
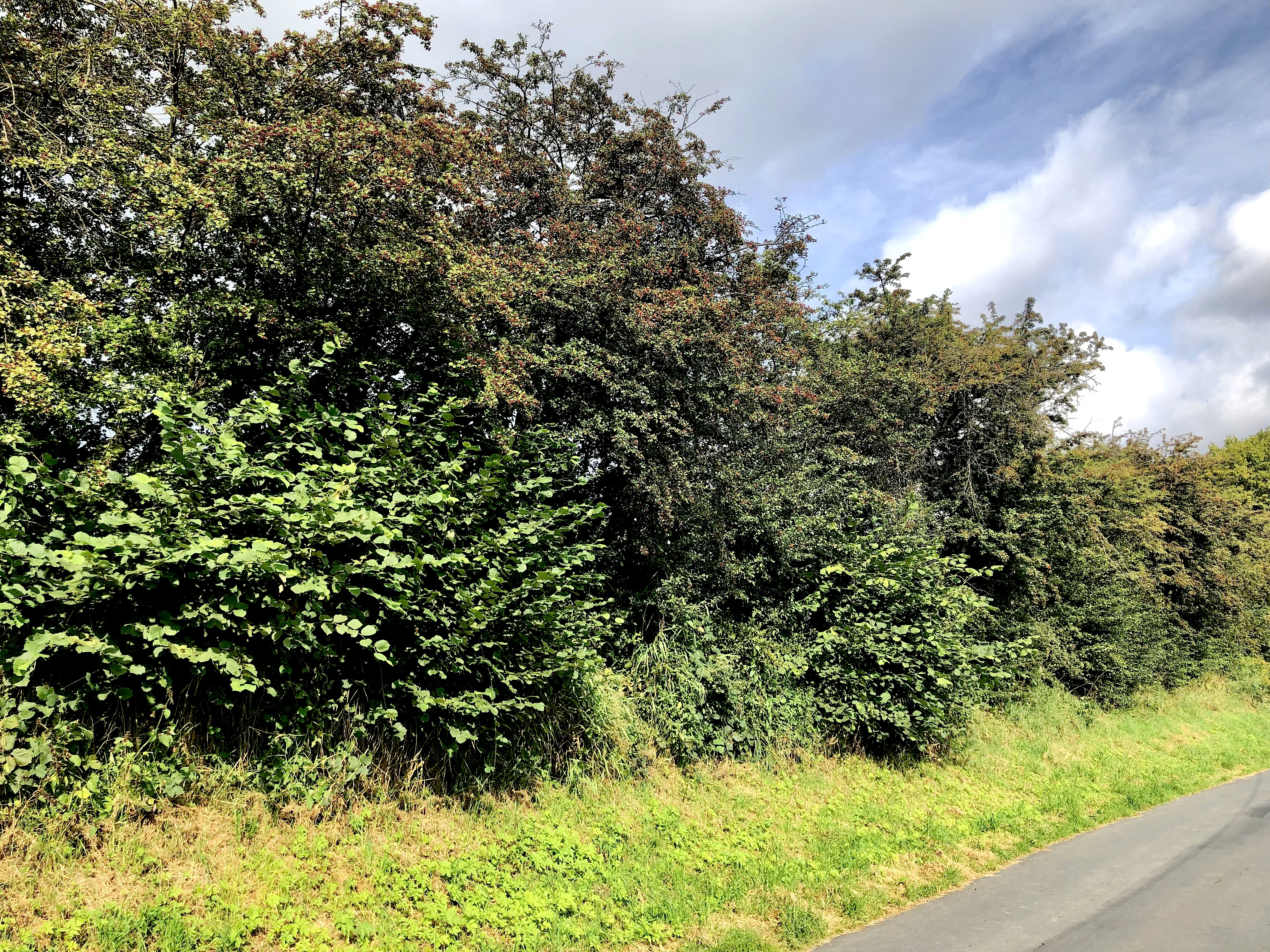
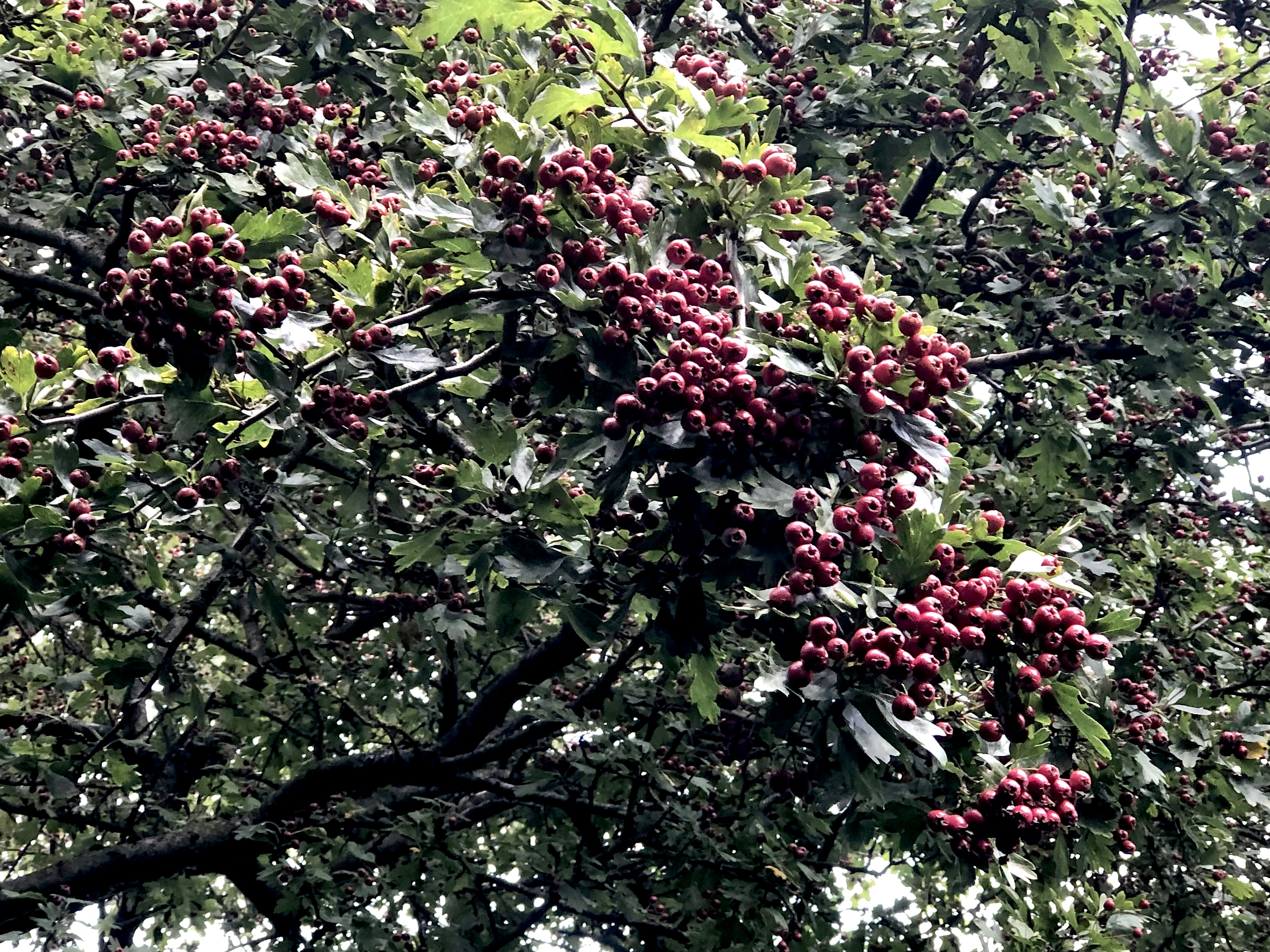
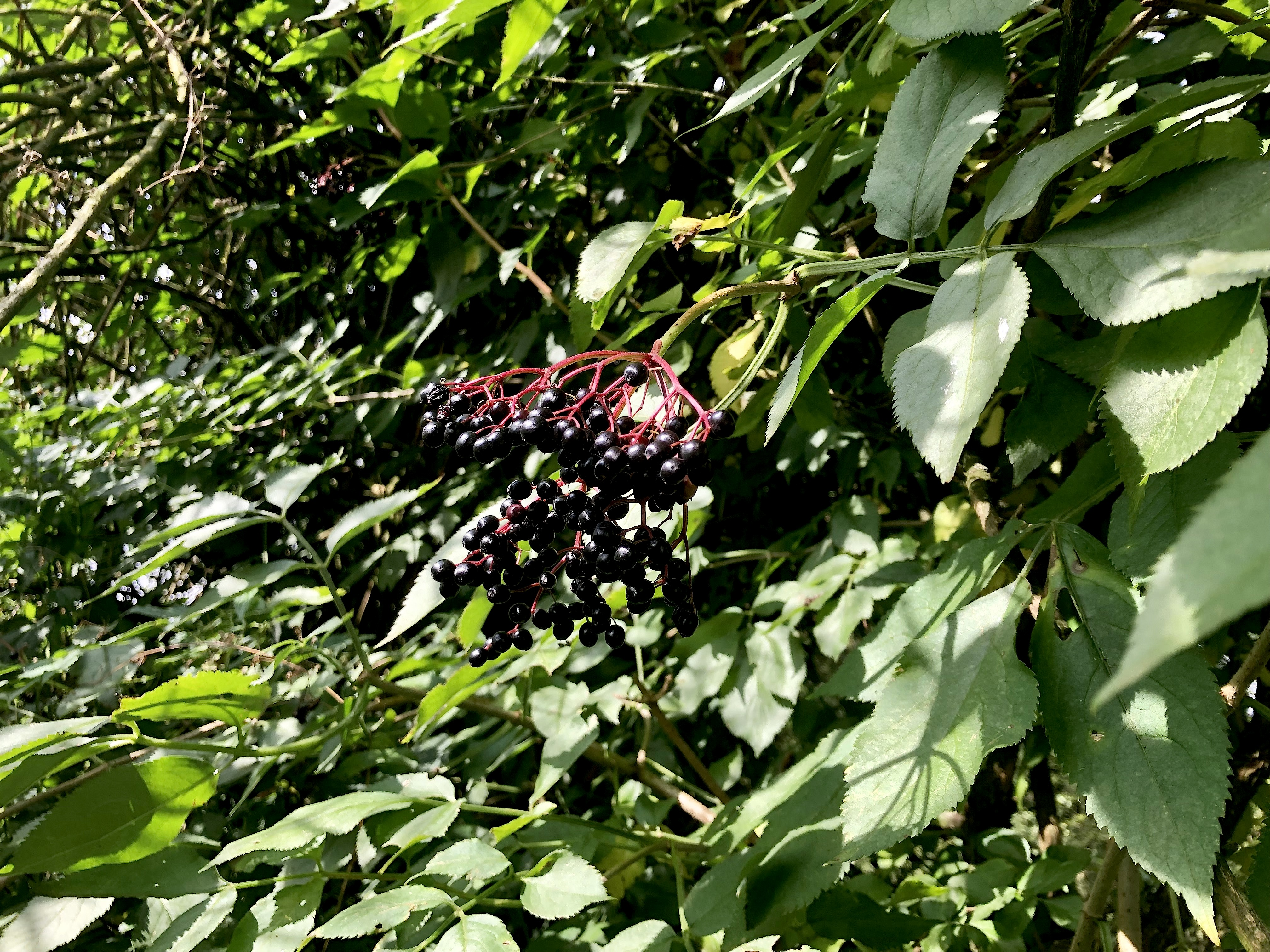
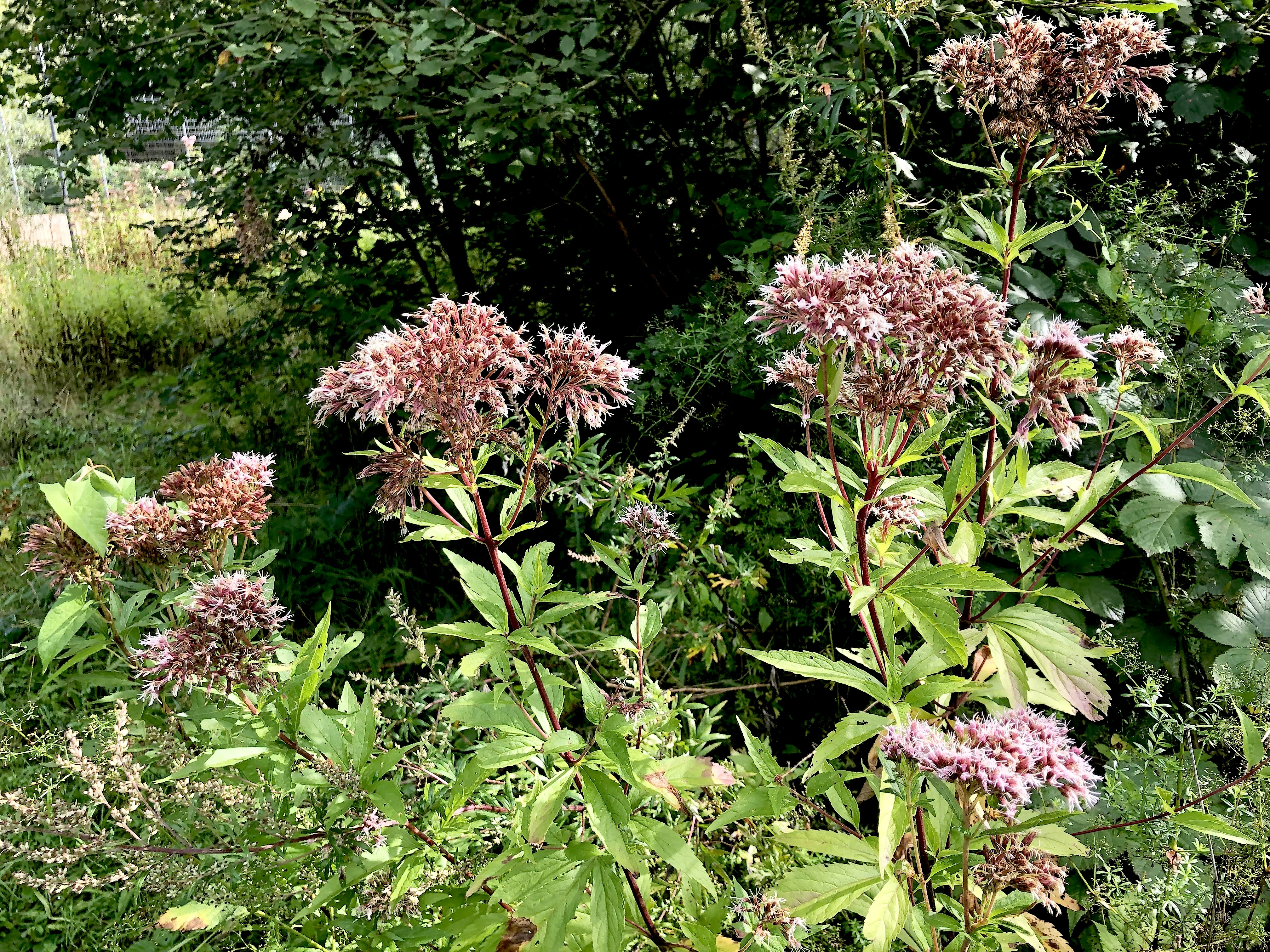
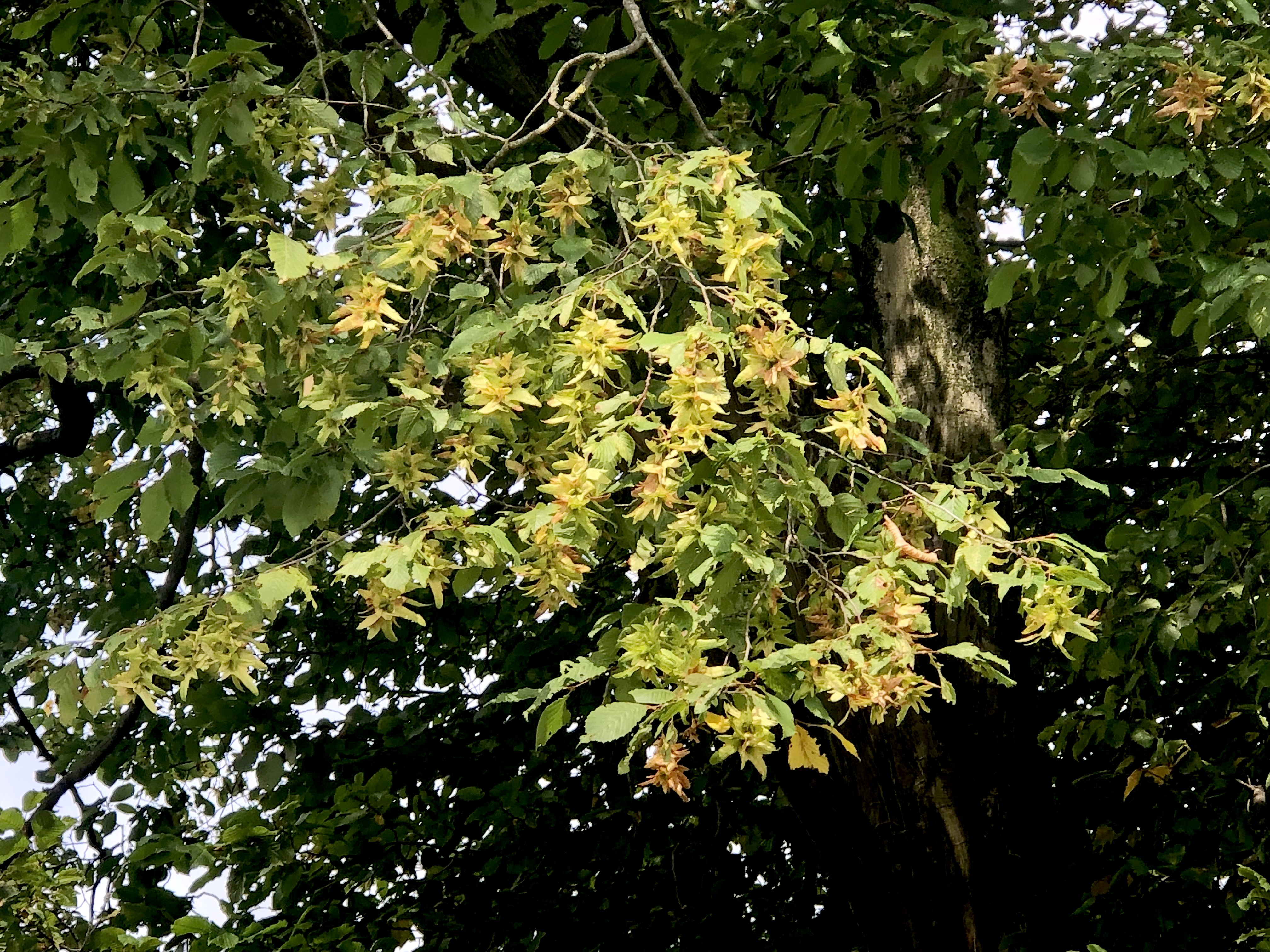
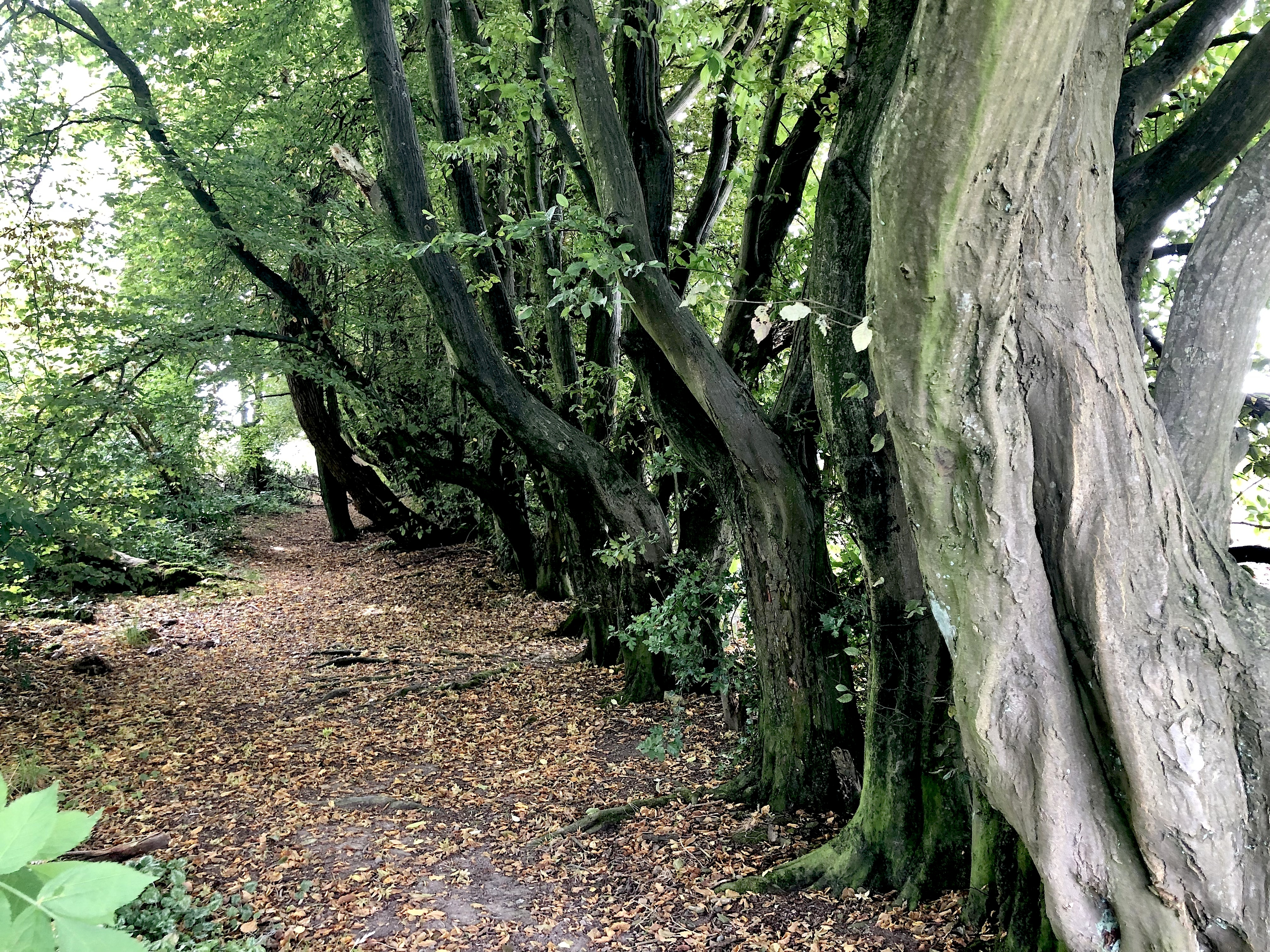
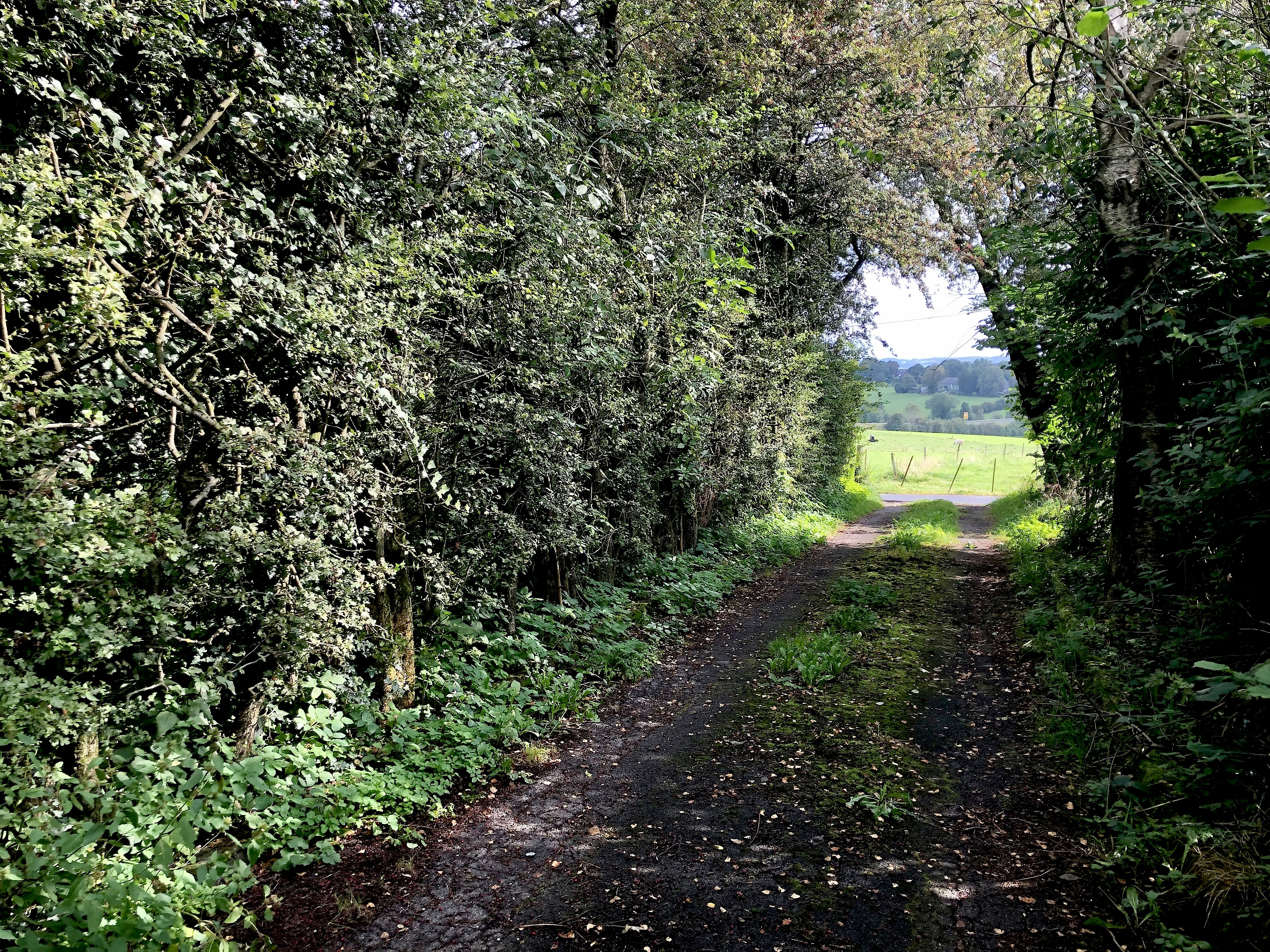